# Маразас, Юстинас
Юстинас Маразас (лит. Justinas Marazas; 23 февраля 2000, Вевис, Литва) — литовский футболист, полузащитник сборной Литвы.

## Биография

### Клубная карьера
На взрослом уровне выступает с 2015 года. Начинал карьеру в клубе третьей лиги «Атейтис». По ходу сезона 2016 перешёл в «Тракай», но поначалу выступал только за фарм-клуб во второй лиге. За основной состав «Тракая» дебютировал в А лиге 23 мая 2017 года, выйдя на замену на 89-й минуте в матче с «Кауно Жальгирис». В январе 2019 года был отдан в аренду на полгода в клуб польской Экстракласы «Висла» (Плоцк), за который сыграл 6 матчей.

### Карьера в сборной
За основную сборную Литвы дебютировал 22 марта 2019 года в матче отборочного турнира Евро-2020 против сборной Люксембурга (1:2), в котором вышел на замену на 76-й минуте вместо Саулюса Миколюнаса. 25 марта сыграл 28 минут товарищеского матча против сборной Азербайджана.

## Достижения
Личные
- Лучший молодой футболист чемпионата Литвы: 2018[1]